# Calvert City
Calvert City ist eine am Tennessee River gelegene Stadt mit knapp 3.000 Einwohnern im Westen des US-Bundesstaates Kentucky. Das U.S. Census Bureau hat bei der Volkszählung 2020 eine Einwohnerzahl von 2514 ermittelt.
Calvert City wurde nach Potilla Calvert benannt, einem wohlhabenden Landbesitzer, dessen Schenkung an die Eisenbahngesellschaft im Jahre 1860 die Entwicklung der Stadt stark förderte.
Calvert City verfügt über eine gute Straßen-, Eisenbahn- und Hafenanbindung. Damit wurde es attraktiv für die Industrie und beheimatet Stahl- und vor allem Chemieunternehmen. Rund 3.800 Menschen arbeiten in den 17 Industrieunternehmen, die in Calvert City beheimatet sind. Ortsansässig sind unter anderem Westlake Chemical, Wacker Chemie, Evonik Industries und Arkema. Diese betreiben überwiegend Chloralkali-Elektrolysen.

## Geschichte
Potilla Calvert errichtete seinen Sitz in Oak Hill im Jahre 1860. Einen Teil seines Landbesitzes stiftete er an die Eisenbahngesellschaft unter der Auflage, einen Bahnhof zu errichten. Dieser war der Ursprungspunkt der Stadt, die 1871 das Stadtrecht erlangte.
Während des Hochwassers am Ohio River im Jahre 1937 wurden der größte Teil des Wohn- und Industriebereiches der Stadt beschädigt. Der in den 40er Jahren errichtete Damm der Tennessee Valley Authority sorgte für ausreichende, günstige Stromversorgung, was die industrielle Entwicklung begünstigte.

## Söhne und Töchter der Stadt
- Robert Grubbs (1942–2021), Chemiker

## Sehenswürdigkeiten
- Kentucky Dam Village State Resort Park
- Kentucky Lake Motor Speedway
- Calvert Drive-In Theater